# Гаджимурадов, Рамазан Ирбайханович
Рамазан Ирбайханович Гаджимурадов (род. 9 января 1998, Хасавюрт, Дагестан) — российский футболист, полузащитник клуба «Челябинск».

## Биография
Родился в дагестанском городе Хасавюрте. Детство своё провёл в микрорайоне «Грозненский» города Хасавюрт. По национальности — кумык, родители — уроженцы старинного кумыкского села Эндирей.

## Спортивная карьера
До 11-12 лет занимался борьбой, затем стал заниматься футболом. Переехав в Москву, с 14-15 лет полгода играл в «Трудовых Резервах». Затем перешёл в ФШМ, в 2016—2017 годах играл в третьем дивизионе. В сезонах 2017/18 — 2018/19 выступал в первенстве ПФЛ за московский «Велес». Приглашался в «Зенит-2» и «Шинник», но перед сезоном 2019/20 перешёл в «СКА-Хабаровск». Автор лучшего гола и лучший футболист клуба в сезоне по версии болельщиков.
В январе 2021 года перешёл в клуб РПЛ «Урал» Екатеринбург. Дебютировал 28 февраля в гостевом матче 20 тура против «Краснодара» (2:2), выйдя на 75-й минуте. В феврале 2023 года был арендован махачкалинским «Динамо» до конца сезона 2022/23 с первоочередным правом выкупа после завершения срока аренды.
Сезон 2023/24 провеёл в аренде в волгоградском «Роторе».
23 июня 2024 года вернулся в «СКА-Хабаровск» и заключил однолетний контракт.
Участник Кубка ФНЛ 2020 в составе сборной России до 20 лет.